# Liniker
Liniker de Barros Ferreira Campos (Araraquara, 3 de julio de 1995) es una cantante, compositora, actriz y artista visual trans brasileña. Exmiembro de la banda Liniker e os Caramelows, compone y canta canciones de los géneros soul y black music.
En 2022, se convirtió en la primera travesti en ganar el Grammy Latino, habiendo ganado la categoría Mejor Álbum de Música Popular Brasileña con el álbum Indigo Borboleta Anil y en la categoría Mejor Canción en Lengua Portuguesa con la canción Baby 95.
Al año siguiente, asumió la Cátedra 51 de la Academia Brasileña de Cultura, convirtiéndose en la primera artista transgénero en ocupar el cargo.

## Biografía
Nacida en el seno de una familia de músicos, el nombre de bautismo de Liniker rinde homenaje al futbolista inglés Gary Lineker, máximo goleador del Mundial de 1986 y creció escuchando samba, samba-rock y soul. Si bien mostró talento vocal desde temprana edad, tenía cierta timidez precisamente porque vivía entre profesionales, y recién comenzó a incursionar en el canto después de iniciar su carrera teatral, en su adolescencia. Su padre no estuvo presente y fue criada por su madre y acompañada de su hermano Vítor, siete años menor que ella.

## Carrera
En 2015 formó la banda Liniker e os Caramelows, con quienes lanzó el EP Cru el 15 de octubre de ese año, a través del primer sencillo, "Zero". Los vídeos interpretando las canciones del proyecto rápidamente obtuvieron millones de visitas. El 16 de septiembre de 2016, la banda lanzó su álbum debut, titulado Remonta, grabado con la ayuda de aficionados a través de crowdfunding en Catarse. El álbum resonó internacionalmente y llamó la atención de la prensa extranjera.
Después de dos años, el 22 de marzo de 2019 se lanza Goela Abaixo, el segundo álbum de la banda, que incluye las canciones Calmô e Intimidade. Presenta a Mahmundi en Bem Bom. Lava fue el primer sencillo, lanzado en marzo de 2018.
A principios de 2020, en una entrevista con Rolling Stone, Liniker y Barone, bajista y productor del grupo, anunciaron la separación de Liniker e os Caramelows después de cinco años juntos para "iniciar proyectos paralelos".
El 9 de septiembre de 2021, Liniker lanza su primer álbum en solitario, Indigo Borboleta Anil, que cuenta con colaboraciones con Milton Nascimento y Tássia Reis. El tema Presente apareció con una versión diferente a la lanzada anteriormente por Studio COLORS el 16 de diciembre de 2019. Baby 95 y Psiu también son sencillos que fueron lanzados anteriormente, pero hoy completan su nuevo álbum.
Fue una de las atracciones musicales de la ceremonia del Premio "Sim à Igualdade Racial 2023", junto a BK', Owerá, MC Soffia, Linn da Quebrada, Kaê Guajajara y Jonathan Ferr.
En 2023, ingresó a la hermandad de los inmortales de la Academia Brasileña de Cultura, convirtiéndose en la primera artista trans en ingresar a la Academia, ocupando la silla número 51, que quedó vacante tras la muerte de la cantante Elza Soares (1930-2022).

## Imagen
En 2014, se incorporó a la Escola Livre de Teatro, en Santo André, y comenzó a invertir en una identidad visual andrógina. Como artista, su mirada pasó a mezclar turbante, falda, lápiz labial y bigote en sus presentaciones musicales, que incorporan elementos escénicos a su voz "a veces ronca y grave, a veces limpia y aguda, que forma una música negra brasileña, pero llena de elementos pop", según la revista de Minas Gerais "O Tempo". Rolling Stone Brasil destaca que su mirada deconstruye enfáticamente los códigos atribuidos al sexo masculino y, como performer y persona, no se define ni como hombre, ni como mujer, siendo un ejemplo de persona no binaria; mientras que su "voz parecida a la de Tim Maia añade autenticidad y poder" a las canciones que interpreta. Al publicar la revista, recibió una pregunta sobre el pronombre con el que prefiere que lo llamen. Liniker respondió que prefiere el pronombre femenino: "Creo que es más amplio. Decir 'él' me coloca demasiado en la categoría masculina". Tiempo después declaró que era una mujer trans y que utiliza pronombres femeninos (ella/ella).

## Reconocimiento
- Inmortal de la Academia Brasileña de Cultura, silla número 51.[6]

## Discografía[26]
| Título                | Detalles |
| --------------------- | --- |
| Remonta               | - Lanzamiento: 16 de septiembre de 2016 - Formatos: CD, Vinilo, streaming - Discográfica: Álbum independiente |
| Goela Abaixo          | - Lanzamiento: 22 de marzo de 2019 - Formatos: CD, Vinilo, streaming - Discográfica: Álbum independiente      |
| Indigo Borboleta Anil | - Lanzamiento: 9 de septiembre de 2021 - Formatos: streaming - Discográfica: Álbum independiente              |

### Sencillos (como artista principal / invitada)
| Título                                                                           | Año  | Álbum                           |
| -------------------------------------------------------------------------------- | ---- | ------------------------------- |
| "Bolso Nada" (Francisco, el Hombre feat. Liniker)                                | 2016 | Soltasbruxa                     |
| "Amianto" (Supercombo feat. Liniker)                                             | 2017 | Session da Tarde: 1.ª Temporada |
| "Flutua" (Johnny Hooker feat. Liniker)                                           | 2017 | Coração                         |
| "Serei A" (Linn da Quebrada feat. Liniker)                                       | 2017 | Pajubá                          |
| "Amor Acidente" (Rodrigo Alarcon feat. Liniker)                                  | 2018 | Parte                           |
| "O Trem Azul" (Samuca e a Selva feat. Liniker)                                   | 2018 | Tudo Que Move É Sagrado         |
| "Preciso Me Encontrar" (feat. Ilú Obá de Mim)                                    | 2018 | -                               |
| "Oração" (Linn da Quebrada feat. Liniker)                                        | 2019 | Oração                          |
| "Foi Você, Fui Eu" (Elza Soares con Liniker)                                     | 2019 | -                               |
| "Talismã" (Amanda Magalhães feat. Liniker)                                       | 2020 | Fragma                          |
| "Via Láctea" (CÉU con Liniker)                                                   | 2020 | -                               |
| "Gente Aberta" (feat. Letrux, Luedji Luna, Maria Gadú & Xênia França)            | 2020 | Acorda Amor                     |
| "Psiu"                                                                           | 2021 | Indigo Borboleta Anil           |
| "Baby 95"                                                                        | 2021 | Indigo Borboleta Anil           |
| "Amor Pra Recordar" (Gaby Amarantos feat. Liniker                                | 2021 | Purakê                          |
| "Rainha de Copas" (feat. Majur)                                                  | 2021 | -                               |
| "Intimidade" (com Agnes Nunes)                                                   | 2021 | -                               |
| "O Melhor do Mundo" (Péricles feat. Liniker)                                     | 2021 | -                               |
| "Diz Quanto Custa" (feat. Tássia Reis, Mahmundi & Vitor Hugo)                    | 2021 | Indigo Borboleta Anil           |
| "Baby 95 - 2" (feat. Mahmundi, Tássia Reis & Tulipa Ruiz)                        | 2021 | Indigo Borboleta Anil           |
| "Pequenina" (Criolo feat. MC Hariel, Liniker, Maria Vilani & Jaques Morelenbaum) | 2022 | N/A                             |

## Filmografía

### Cine
| Año  | Título        | Personaje | Ref.   |
| ---- | ------------- | --------- | ------ |
| 2018 | Bixa Travesty | Ela mesma | [ 28 ] |

### Televisión
| Año       | Título             | Personaje  | Canal              | Ref.   |
| --------- | ------------------ | ---------- | ------------------ | ------ |
| 2018      | 3%                 | Ella misma | Netflix            | [ 29 ] |
| 2021-2022 | September Mornings | Cassandra  | Amazon Prime Vídeo | [ 30 ] |
| 2022      | Cara e Coragem     | Ella misma | TV Globo           |        |

## Premios y nominaciones
| Año             | Premio                                | Categoría                                             | Nominación                                     | Resultado                                  |          |
| --------------- | ------------------------------------- | ----------------------------------------------------- | ---------------------------------------------- | ------------------------------------------ | -------- |
| 2018            | Prêmio Sim à Igualdade Racial         | Música                                                | Liniker                                        | Nominada                                   |          |
| 2018            | Prêmio SIM                            | Projeto do Ano                                        | Turnê Internacional de Liniker e os Caramelows | Nominada                                   |          |
| 2021            | WME Awards                            | Álbum                                                 | Indigo Borboleta Anil                          | Ganadora                                   |          |
| 2021            | WME Awards                            | Música Alternativa                                    | "Baby 95"                                      | Nominada                                   |          |
| 2021            | Prêmio Potências!                     | Trace Brasil Videoclipe do Ano                        | "Baby 95"                                      | Nominada                                   |          |
| 2021            | Prêmio Potências!                     | Música do Ano                                         | "Baby 95"                                      | Nominada                                   |          |
| 2021            | Prêmio Biscoito                       | Letra                                                 | "Psiu"                                         | Ganadora                                   |          |
| 2021            | Prêmio Mundo Negro                    | Mejor cantante                                        | Liniker                                        | Nominada                                   |          |
| 2021            | Poc Awards                            | Artista del Año (votación popular)                    | Liniker                                        | Ganadora                                   |          |
| 2021            | Prêmio F5                             | Mejor Actriz de Serie                                 | September Mornings                             | Nominada                                   |          |
| 2021            | Prêmio Notícias da TV                 | Actor o Actriz en una Serie.                          | September Mornings                             | Nominada                                   |          |
| 2021            | Melhores do Ano NaTelinha             | Mejor Actriz                                          | September Mornings                             | Nominada                                   |          |
| 2021            | Melhores do Ano NaTelinha             | Revelación del año                                    | September Mornings                             | Nominada                                   |          |
| 2021            | Prêmio Arcanjo de Cultura             | TV Streaming                                          | September Mornings                             | Ganadora                                   |          |
| 2021            | Prêmio Geração Glamour                | Actriz del año                                        | September Mornings                             | Ganadora                                   |          |
| 2021            | Melhores e Piores da TV               | Mejor Actriz                                          | September Mornings                             | Nominada                                   |          |
| 2021            | Prêmio Contigo! de TV                 | Mejor Actriz de Serie                                 | September Mornings                             | Nominada                                   |          |
| 2021            | Pena de Prata                         | Mejor Actriz en una Serie Dramática                   | September Mornings                             | Nominada                                   |          |
| 2022            | SEC Awards                            | Mejor Actriz de Serie Nacional                        | September Mornings                             | Nominada                                   |          |
| 2022            | CCXP Awards                           | Mejor Actriz de Serie (Brasil)                        | September Mornings                             | Ganadora                                   |          |
| 2022            | Grammy Latino                         | Mejor canción en idioma portugués                     | "Baby 95"                                      | Nominada                                   |          |
| 2022            | Grammy Latino                         | Mejor Álbum de Música Popular Brasileña               | Indigo Borboleta Anil                          | Ganadora                                   |          |
| 2022            | Grammy Latino                         | Mejor Álbum de Ingeniería de Grabación                | Indigo Borboleta Anil                          | Nominada                                   |          |
| 2022            | Prêmio Multishow de Música Brasileira | Voz del Año                                           | Liniker                                        | Nominada                                   |          |
| 2022            | Prêmio Potências                      | Artista del Año                                       | Liniker                                        | Nominada                                   |          |
| 2022            | Prêmio Mundo Negro                    | Voz del Año                                           | Liniker                                        | Nominada                                   |          |
| 2022            | Prêmio Contigo!                       | Cantante del año                                      | Liniker                                        | Nominada                                   |          |
| 2022            | WME Awards                            | Mejor cantante                                        | Liniker                                        | Nominada                                   |          |
| 2022            | WME Awards                            | Música Alternativa                                    | Liniker                                        | "Atômico Platônico"                        | Nominada |
| 2022            | Poc Awards                            | Hitmaker                                              | Liniker                                        | Nominada                                   |          |
| 2022            | Poc Awards                            | Hit do Ano                                            | "Baby 95"                                      | Nominada                                   |          |
| 2022            | Pena de Prata                         | Mejor Interpretación Principal en una Serie Dramática | September Mornings                             | Pendiente                                  |          |
| 2022            | 2023                                  | Prêmio Platino                                        | September Mornings                             | Mejor Interpretación Femenina en una Serie | Nominada |
| SEC Awards      | 2023                                  | Mejor Actriz de Serie Nacional                        | September Mornings                             | Nominada                                   |          |
| Prêmio Biscoito | 2023                                  | Artista del Valle                                     | Liniker                                        | Nominada                                   |          |
| Prêmio Biscoito | 2023                                  | Ícone do Vale                                         | Liniker                                        | Nominada                                   |          |
| Prêmio Biscoito | 2023                                  | Resistência do Vale                                   | Liniker                                        | Nominada                                   |          |
| 2024            | Prêmio iBest                          | LGBTQIA+                                              | Liniker                                        | Pendiente                                  |          |